# Calabreser
Der Calabreser (oder Kalebreser) ist ein italienisches Warmblutpferd.
Hintergrundinformationen zur Pferdebewertung und -zucht finden sich unter: Exterieur, Interieur und Pferdezucht.

## Exterieur
Der Calabreser erreicht ein Stockmaß von 155 bis 164 cm und kommt meist in den Farben Brauner und Fuchs vor, aber auch als Schimmel und Rappe. Der moderne Calabreser wurde durch die Einkreuzung von englischen Vollblütern zum heute typischen Sportpferd im Rechteckmaß umgezüchtet.

## Interieur
Der Calabreser zeichnet sich durch große Leistungsbereitschaft sowie ein lebhaftes und eifriges Temperament aus.

## Zuchtgeschichte
Die Merkmale der Calabresen entwickelten sich durch Einkreuzungen von Arabern und Andalusiern. Die Rasse stammt aus der Provinz Kalabrien in Süditalien. Im Mittelalter wurde der Calabrese als Reittier der Ritter eingesetzt. Bis zum 18. Jahrhundert ging der Bestand der Rasse sehr zurück, aber ab Mitte des 18. bis Mitte des 19. Jahrhunderts wurde der Bestand aufgefrischt, durch neue Einkreuzungen mit Arabern und Andalusiern. Ab dem 20. Jahrhundert werden weitere Rassen wie das Englische Vollblut, der Araber, Andalusier und Hackney miteingeführt. Hierdurch geht der ursprüngliche Typ des Barockpferdes verloren und es entwickelte sich ein modernes Sportpferd.